# Selenops rapax
Espèce
Synonymes
- Selenops punctatus Birabén, 1953

Selenops rapax est une espèce d'araignées aranéomorphes de la famille des Selenopidae.

## Distribution
Cette espèce se rencontre au Brésil et en Argentine.

## Publication originale
- Mello-Leitão, 1929 : Aranhas do Pernambuco colhidas por D. Bento Pickel. Annaes da Academia Brasileira de Cciências, vol. 1, p. 91-112.